# فلورانس اسقف تاجر
فلورانس بیشاپ تریدر (زاده ۱۹ اوت ۱۸۷۸ درگذشته ۲۲ فوریه ۱۹۶۴) یک انسان دوست اهل آمریکا می باشد،او پایه گذار کلاورنوک ، یک مدرسه آموزشی مسکونی برای دختران و زنان نابینا می باشد، و همچنین از کانون کتابخانه سینسیناتی برای نابینایان بود.

## اوایل زندگی
بیشاپ تریدر در زنیا، اوهایو ، از پدری بنام جیمز فرانکلین تریدر و از مادری بنام الیزابت جین داکورث تریدر متولد شد. هر دوی آنان در اوهایو متولد شدند. وی در مدرسه دخترانه خانم آرمسترانگ در سینسیناتی، اوهایو شرکت نمود.

## حرفه
فلورانس و خواهر او جورجیا داکورت تریدر که بینایی اش را از دست داده بود، کلاس‌های خط بریل را در کتابخانه عمومی سینسیناتی تدریس  نمود، و در سال ۱۹۰۱ کانون کتابخانه‌ای سینسیناتی را برای نابینایان پایه گذاری کردند. آنان این کار را در سال ۱۹۰۳ زمانیکه خانه نابینایان کلاورنوک را افتتاح نمودند،  در خانه ای که قبلاً مربوط به خواهر های شاعر فیبی کری و آلیس کری بود، در مکانی که امروزیکالج شمالی هیل، اوهایو در حومه سینسیناتی نام برده می شود، گسترش دادند.

## زندگی شخصی و میراث
فلورانس در سال ۱۹۶۴ در سن ۸۵ سالگی فوت کرد. پیش از فوت شدنش، در سال ۱۹۵۸، کلورنوک به یک موسسه غیرانتفاعی تبدیل گردید و حال همان موسسه تحت عنوان مرکزی برای خدمات آموزشی، حرفه ای و گردشگری برای جامعه نابینا های سینسیناتی بزرگ ادامه می دهد. انتشار های کلاورنوک همچنان یکی از ناشر های بزرگ برای خوانندگان نابینا می باشد.